# Dewitt Clinton Senter

Dewitt Clinton Senter

Dewitt Clinton Senter (* 26. März 1830 im McMinn County, Tennessee; † 14. Juni 1898 in Morristown) war ein US-amerikanischer Politiker und der 21. Gouverneur von Tennessee.

## Lebenslauf
Der junge Dewitt Clinton Senter verbrachte den größten Teil seiner Jugend auf einer Farm im Grainger County. Dort erhielt er auch seine Schulausbildung. Seit 1852 studierte er Jura. 1855 bis 1861 war er für die Whig-Partei Abgeordneter im Parlament von Tennessee. Er war ein loyaler Anhänger der Union und lehnte die Sezession von Tennessee ab. Die Konföderierten verhafteten ihn und hielten ihn sechs Monate lang gefangen. Nach dem Bürgerkrieg war er Präsident einer Eisenbahngesellschaft. Außerdem wurde er für zwei Amtszeiten in den Senat seines Heimatstaates gewählt. Inzwischen war Senter, nach der Auflösung der Whig Partei, Mitglied der Republikanischen Partei geworden. Im Senat brachte er es zum Speaker (etwa Vorsitzender). In dieser Eigenschaft fiel ihm 1869 automatisch das Amt des Gouverneurs zu als William Gannaway Brownlow dieses Amt aufgab, um in den US-Senat überzuwechseln. Senter vollendete die Amtszeit seines Vorgängers und wurde anschließend selbst für weitere zwei Jahre gewählt. Er setzte sich für die Aufhebung der Wahlbeschränkungen für ehemalige Anhänger der Konföderation ein und gab ihnen das Wahlrecht zurück. Die neuen Bundesgesetze zur Abschaffung der Sklaverei und dem Bürger- bzw. Wahlrecht für seine schwarzen Landsleute erkannte er an. Allerdings wurde das Wahlrecht für Schwarze mit einer Steuer verbunden, die die wenigsten bezahlen konnten. Gleichzeitig wurde Tennessee, wie der ganze Süden der USA, von einer Terrorwelle des Ku-Klux-Klans heimgesucht. Senter musste sich auch diesem Problem stellen. Das bedeutendste Ereignis seiner Amtszeit war die Verfassungsreform von 1870. Die damals erarbeitete Verfassung gilt in großen Teilen bis heute. Nach dem Ende seiner Amtszeit zog sich Senter aus der Politik zurück. Er lebte bis zu seinem Tod am 14. Juni 1898 auf seiner Farm in der Nähe von Morristown.
Er war seit 1859 Harriet T. Senter verheiratet.